# John Layfield

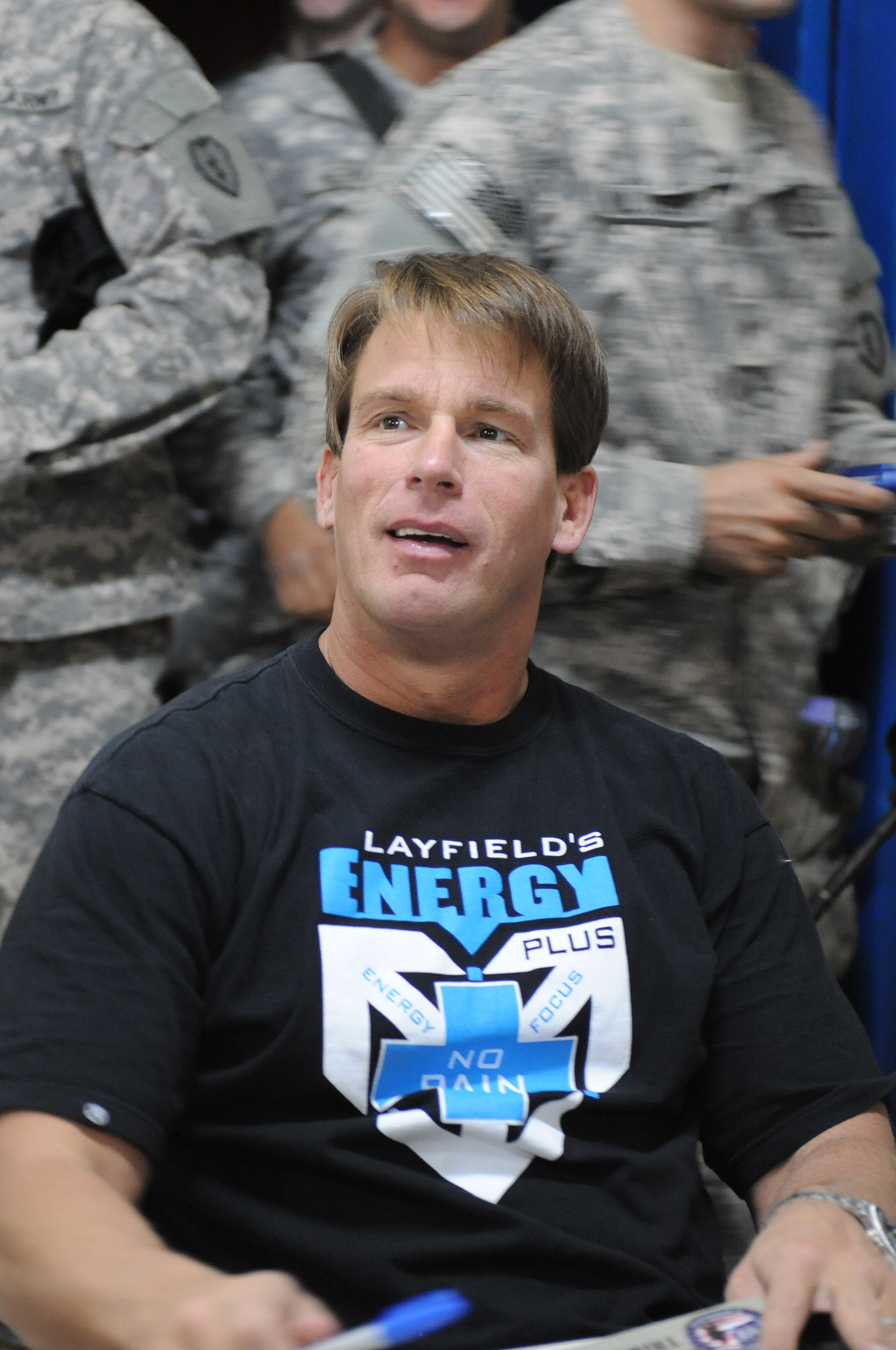
John „Bradshaw” Layfield

John Charles Layfield (n. 29 noiembrie 1966) este un fost wrestler american, mai cunoscut sub numele de ring John "Bradshaw" Layfield sau JBL. În prezent este unul din comentatorii diviziei SmackDown! a World Wrestling Entertainment.
Manevra lui de final se numește Clothesline from hell. În carieră a căștigat centura WWE, centura World tag team, centura hardcore și centura Statelor Unite. Înainte de a deveni wrestler, John a încercat să urmeze o carieră de fotbalist, încercările sale nu au fost încununate de succes, astfel încât debutează în wrestling în anul 1992. Acum este comentator în divizia Smackdown! alături de prietenul său din New York, Michael Cole. A evoluat în promoții ca: Catch Wrestling Association, Global Wrestling Federation, Memphips Championship Wrestling , Music City Wrestling, Ohio Valley Wrestling, Pro Wrestling Illustrated și World Wrestling Enternament. În tot ce a făcut în wrestling a deținut nu mai puțin de 38 de titluri, fiind de 6 ori campion pe echipe cu Fit Finlay, Bobby Duncum, Jr. și Faarooq. Ultimul manager pe care l-a avut a fost superba divă din wrestling Jillian Hall. A avut o șansă la titlul World heavyweight deținut de Batista la Summerslam 2005 într-un meci fără descalificări, meci câștigat de Batista după ce i-a aplicat un Batista Bomb pe o scară de metal. A deținut timp de 11 luni titlul WWE fără întrerupere. El l-a câștigat în fața regretatului Eddie Guerrero.

### Viața personală
John s-a căsătorit cu Merdinth Whitney pe 13 februarie 2005 în Key West, Florida. Ea este directorul executiv la CIBC World Markets, parte din Canadian Imperial Bank. Lucrează în New York unde analizează tulpinile din instituțiile financiare. Ea a apărut în Cavuto of Bussines, un program Fox News. Ea a absolvit cu reputația din Brown.

## Titluri
- Catch Wrestling Association

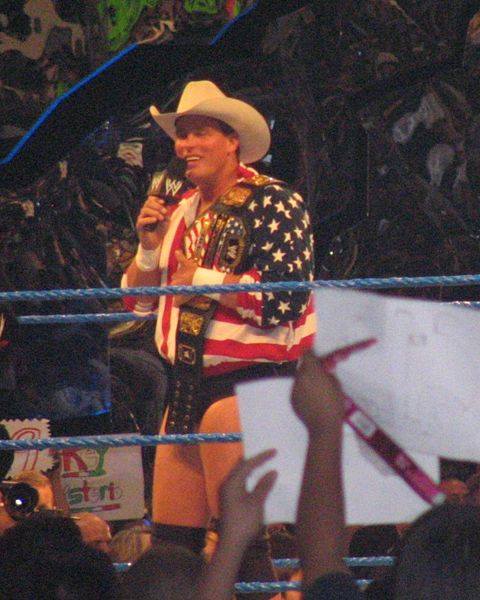
Layfield during his reign as United States Champion

  - CWA World Tag Team Championship (1 dată)[2] – cu Cannonball Grizzly
- Global Wrestling Federation
  - GWF Tag Team Championship (2 ori)[3] – cu Bobby Duncum Jr. (1) și Black Bart (1)
- International Wrestling Institute and Museum
  - Lou Thesz Award (2012)[4]
- Memphis Championship Wrestling
  - MCW Southern Tag Team Championship (1 dată)[5] – with Faarooq
- NWA Texas
  - NWA North American Heavyweight Championship (1 dată)[6]
- Ohio Valley Wrestling
  - OVW Southern Tag Team Championship (1 dată)[7] – with Ron Simmons
- Pro Wrestling Illustrated
  - Ranked No. 5 of the 500 best singles wrestlers in the PWI 500 in 2005[8]
  - Ranked No. 496 of the best 500 singles wrestlers of all time in the PWI Years in 2003
- United States Wrestling Federation
  - USWF Tag Team Championship (1 time) – cu The Equalizer[9]
- World Wrestling Federation/Entertainment/WWE
  - WWE Championship (1 dată)[10][11]
  - WWE Intercontinental Championship (1 dată)[12]
  - WWE United States Championship (1 dată)[13]
  - WWE Hardcore Championship (18 ori)[14]
  - WWF European Championship (1 dată)[15]
  - WWF Tag Team Championship (3 ori)[16] – cu Faarooq
  - Slammy Award (1)
    - Favorite Web Show of the Year (2013) – cu Michael Cole și Renee Young pentru The JBL and Cole Show

  - Twentieth Triple Crown Champion
  - Tenth Grand Slam Champion
  - WWE Championship #1 Contender's Tournament (2005)
  - Race To The Rumble Tournament (2009)
- Wrestling Observer Newsletter
  - Best Gimmick (2004)[17]
  - Worst Television Announcer (2014, 2015)[18][19]
  - Worst Worked Match of the Year (2002) cu Trish Stratus vs. Christopher Nowinski și Jackie Gayda on Raw, July 7[17]
  - Most Disgusting Promotional Tactic (2014) Insulting fans who purchased PPV[20]